# Cinasa Jano 2

La cinasa Jano 2 (en inglés: Janus kinase 2, JAK2) es una proteína que envía señales a las células que promueven la multiplicación celular. Es codificada por un gen situado en el cromosoma 9 humano. Esta proteína ayuda a controlar el número de glóbulos rojos, glóbulos blancos y plaquetas que se producen en la médula ósea. En algunas afecciones sanguíneas se han encontrado mutaciones (cambios) del gen JAK como en la policitemia vera, trombocitosis esencial y mielofibrosis primaria. Estos cambios pueden hacer que el cuerpo elabore demasiadas células sanguíneas.

## Vía de señalización de JAK2/STAT
Desde hace mucho tiempo la familia JAK dejó de ser “otra cinasa más” (Just Another Kinase) y actualmente es considerada un componente importante de las subunidades receptoras de citoquinas y de activación de enzimas así como el paso inicial en la cascada de señalización requerida para el desarrollo embrionario, crecimiento tisular, desarrollo y diferenciación hematopoyética, inmunidad innata y adaptativa, crecimiento celular, señalización anti-apoptótica, así como en la respuesta inflamatoria.
Esta vía proporciona un mecanismo importante por el cual factores extracelulares influyen en la expresión de los genes de control. Además, es un paradigma de cómo las células identifican los cambios en el microambiente externo e interpretan estas señales para regular el crecimiento y diferenciación celular. Las mutaciones y polimorfismos son funcionalmente relevantes en una amplia cantidad de enfermedades humanas especialmente neoplásicas y dentro de ellos las de origen hematológico.
Se han identificado 4 cinasas, JAK-1, JAK-2, JAK-3 y Tyk.2. Las cinasas Jano tienen una estructura molecular formada por cuatro dominios que se distribuyen cada uno de forma adyacente al siguiente según el orden.
- Dominio FERM: localizado en el extremo amino terminal. Interviene en la unión de la proteína con las membranas (300 aminoácidos,).
- Dominio SH2: Se une a los péptidos que contienen fosfotirosina mediante puentes de hidrógeno. Se denomina SH por su homología 2 con Src (100 aminoácidos).
- Dominio seudocinasa: es catalíticamente inactivo y está implicado en la regulación de la actividad de JAKs.[5] Su actividad bioquímica aún no ha sido claramente determinada.
- Dominio cinasa: única región de la proteína con actividad enzimática conocida. Localizada en el extremo carboxilo terminal. Su secuencia de aminoácidos y lo que se conoce de sus propiedades bioquímicas hace pensar que se comporta como una tirosina cinasa.

Por medio de la unión a un receptor transmembrana, dos o más receptores asociados a JAKs son colocados en proximidad a través de la oligomerización del receptor para permitir la autofosforilación o la transfosforilación por la JAK opuesta. Una vez activado, JAK fosforila el residuo tirosina en la región citoplasmática del receptor para crear un sitio de anclaje, el cual tendrá doble acción: como módulo de señalización citoplasmático y como factor de transcripción.
La unión receptor-ligando inicia una cascada de reacciones que culminan en la transcripción de la expresión de genes inducibles por citoquinas. Dentro de las citoquinas que actúan a través de esta vía se encuentran: IL- 5, IL-3 IL-7, IL-6, GM-CSF, IFNα, IFNg, entre otras. Además, por intermedio de su interacción con otras moléculas como MAP cinasa y PI3 cinasa, la vías de señalización de JAK pueden mediar también funciones, tales como respuesta inmunológica, apoptosis, e implantación embrionaria, entre otras.
Algunas mutaciones somáticas llevan a procesos oncogénicos que promueven la detención de la diferenciación o pueden contribuir a la leucemogénesis al alterar un amplio rango de procesos celulares (ciclo celular, regulación epigenética y apoptosis), lo cual lleva a la activación constitutiva de vías cruciales asociadas con la patogénesis de la LAL. En años recientes, estudios con secuenciación masiva en LAL-B y T en niños y adultos han revelado un espectro de mutaciones somáticas en muchos genes involucrados en las vías de señalización canónicas y no canónicas, tales como regulación transcripcional, diferenciación linfoide y desarrollo, TP53 y JAK/STAT entre otros

### JAK2 estructura y papel en la LAL-B
El gen JAK2, fue descubierto inicialmente por un grupo de investigadores en Francia, en el año 2005, codifica una proteína, también llamada JAK2 con actividad tirosina cinasa, proteína que desempeña un importante papel en el crecimiento celular. Como miembro de la familia de la cinasa Jano, JAK2 juega un papel importante en la transducción de señales de muchos receptores de citoquinas (ej. receptor de citoquinas hematopoyéticas). La estimulación por las citoquinas, lleva a la autofosforilación y activación de JAK2, lo que a su vez a la activación de STAT5. Esto produce la proliferación y diferenciación de las células hematopoyéticas. 
En la LAL-B se han reportado mutaciones en genes de la familia JAK en una frecuencia entre el 4 a 9 % (24). Particularmente, las mutaciones en el gen JAK1 se han descrito en un 1%, en JAK2 entre un 2.5 a 5% y en JAK3 en un 1% (25), (26). Estas mutaciones ocasionan la activación constitutiva de la vía JAK–STAT. Se ha observado que las mutaciones en JAK2 son factores de mal pronóstico independientes de la presencia de mutaciones en TP53 concomitantes (21). Igualmente, las mutaciones de JAK2 se asocian con sobreexpresión del gen CRLF2 (27), (28).
Las mutaciones de genes JAK son comúnmente identificadas dentro del dominio seudocinasa más que en el dominio cinasa, éstas son principalmente de tipo missense(21). Particularmente, la mutación missense en la posición R683 es común en el gen JAK2 y se reconoce como un biomarcador para la LAL-B  (21), (29), (30), (31), (32).
En relación con subtipos genéticos, las mutaciones en JAK1 son comunes en LAL-B de alto riesgo, mientras que las mutaciones en JAK2 son muy frecuentes en LAL-B de alto riesgo (32), (33) y en LAL-B ligada con síndrome de Down (30). Los pacientes con LAL Ph-like muestran una alta incidencia de anormalidades en la señalización de citoquinas. Así mismo, las mutaciones de genes JAK  y rearreglos en el gen CRFL2-r son frecuentes en el subtipo LAL Ph-like (34).